# Hradiště (Nová Bystřice)
Hradiště (německy Burgstall) je malá vesnice, část města Nová Bystřice v okrese Jindřichův Hradec v Jihočeském kraji. Nachází se asi 2,5 kilometru severozápadně od Nové Bystřice. Hradiště leží v katastrálním území Hradiště u Nové Bystřice o rozloze 2,12 km².

## Historie
První písemná zmínka o vesnici pochází z roku 1487.

## Obyvatelstvo
| Rok            | 1869 | 1880 | 1890 | 1900 | 1910 | 1921 | 1930 | 1950 | 1961 | 1970 | 1980 | 1991 | 2001 | 2011 | 2021 |
| -------------- | ---- | ---- | ---- | ---- | ---- | ---- | ---- | ---- | ---- | ---- | ---- | ---- | ---- | ---- | ---- |
| Počet obyvatel | 178  | 159  | 145  | 145  | 148  | 127  | 130  | 51   | 53   | 57   | 49   | 38   | 31   | 45   | 51   |
| Počet domů     | 21   | 21   | 22   | 22   | 22   | 21   | 27   | 16   | 10   | 13   | 12   | 15   | 18   | 21   | 23   |

## Obecní správa
Při sčítání lidu v letech 1850–1963 Hradiště bylo osadou obce Lhota v okrese Jindřichův Hradec. Od roku 1964 je částí města Nová Bystřice v okrese Jindřichův Hradec.

## Galerie

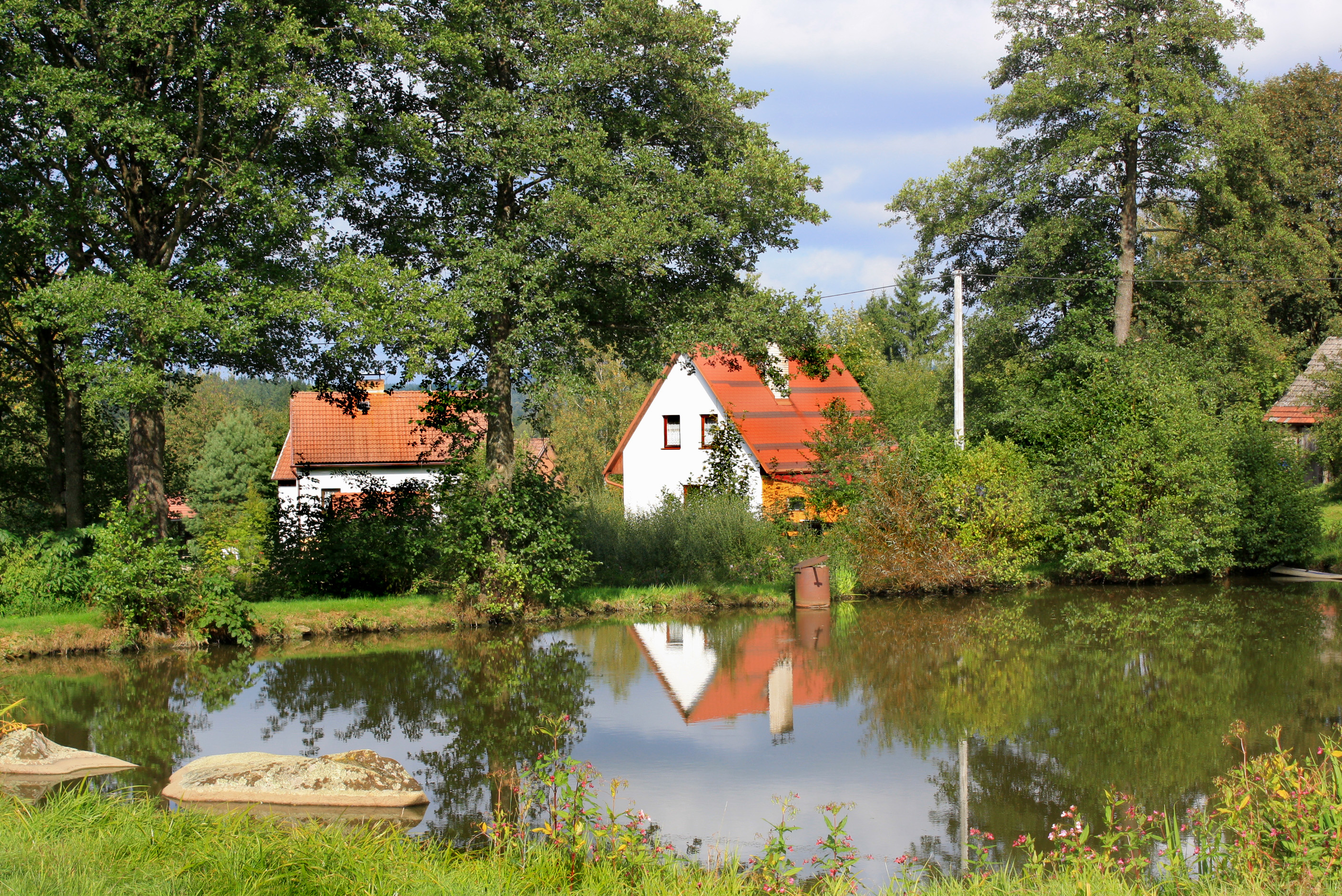
Rybníček pod návsí
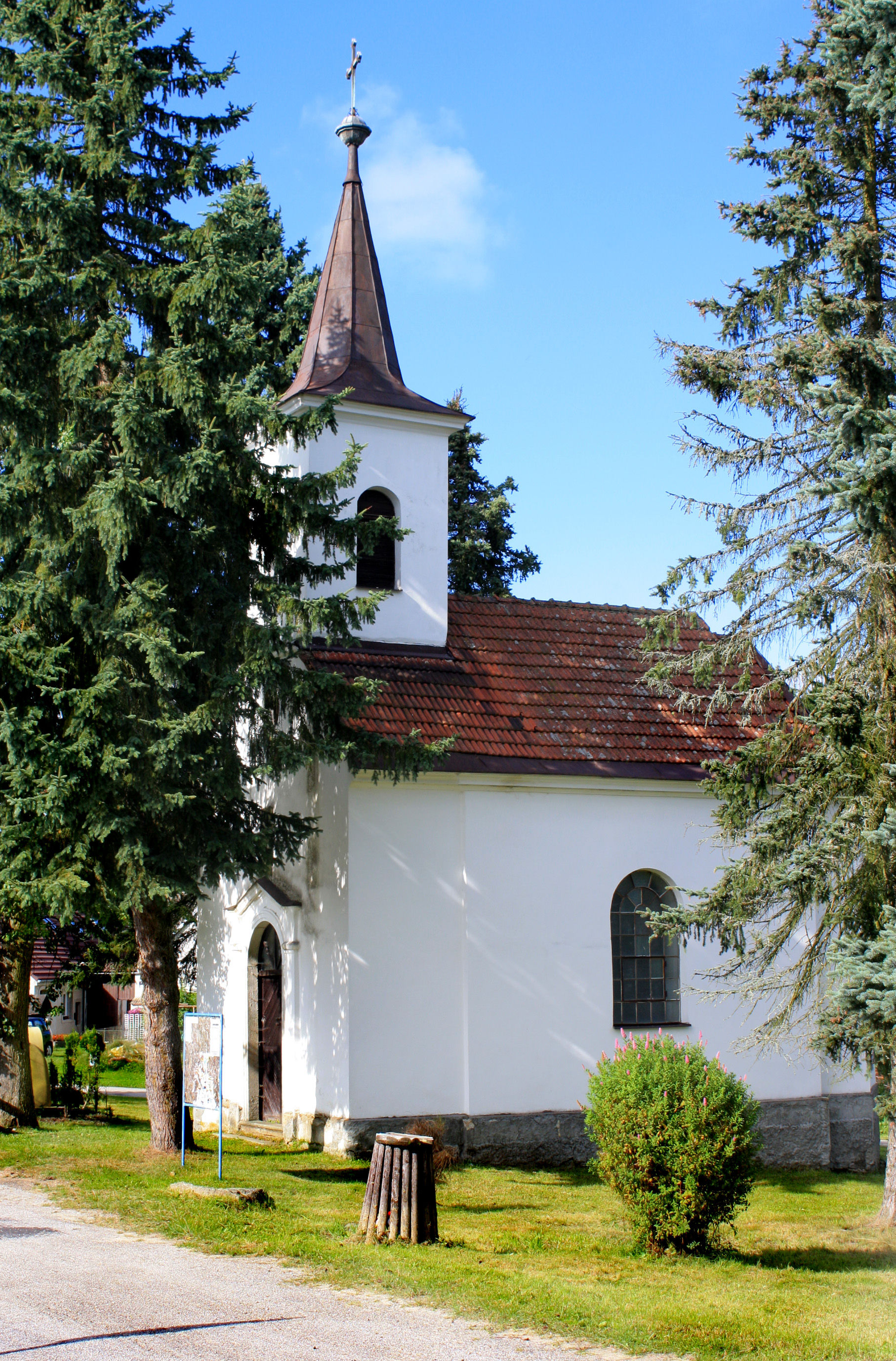
Kostelík na návsi